# Соня Кошкіна
Со́ня Ко́шкіна (справжнє ім'я — Ксенія Микитівна Василенко; нар. 8 липня 1985, Київ, УРСР) — українська журналістка, співвласник і шеф-редактор інтернет-видання «Лівий берег», телеведуча. Авторка книжки «Майдан. Нерассказанная история» (2015).

## Життєпис
Народилась у 1985 році. Батько — Василенко Микита Кімович — викладач КНУ.
1998—2002 — навчалася в Школі юного журналіста «Юн-прес» при Київському палаці дітей та юнацтва, в якій була викладачем протягом двох років післі закінчення. З 2008 року викладає в київському інституті Горшеніна.
2003—2005 — кореспондент газети «День». У вересні 2005 року почала працювати в інтернет-виданні «Обозреватель». Тоді ж за пропозицією шеф-редактора сайту Олега Медведєва взяла псевдонім.
2007 — закінчила Інститут журналістики КНУ, вступила до аспірантури Одеської юридичної академії на спеціальність «Філософія права».
У червні 2009 року, залишила «Обозреватель» і стала шеф-редактором і співвласником інтернет-видання «Лівий берег».
У травні 2012 року захистила в КНУ ім. Шевченка дисертацію «Інтернет-видання як чинник формування демократичної та політичної культури», отримавши ступінь кандидата політичних наук. У жовтні Шевченківський райсуд за позовом заступника декана філософського факультету КНУ з наукової роботи Сергія Руденка скасував присвоєння ступеня у зв'язку з виявленим плагіатом. Кошкіна заявила про цькування з боку співробітника президентської адміністрації Андрія Портнова. У травні 2015 року Вищий адміністративний суд скасував це рішення.
2013-го вступила до університету «Тор Вергата» у Римі, де навчалася політичним наукам у професора Массімо Розатті.
З червня 2015 по серпень 2017 року - ведуча програми «Лівий берег» на «24 каналі». Текстові версії ефірів публікувалися на сайті LB.ua у форматі спецтеми та рубрики «Постскриптум».
У липні 2018 року запустила на YouTube авторську програму KishkiNa у форматі інтерв'ю.
Була парафіянкою УПЦ (МП), 2018 року перейшла до ПЦУ.
В жовтні 2019 повторно захистила дисертацію  з соціальних наук. Викладає в Інституті журналістики, спеціалізація  — «інтерв’ю».
23 травня 2019 року Соня народила доньку, яку назвали Естер.

## Псевдонім
Як пояснює сама Ксенія:
Взагалі я народилася Сонею. Моя мама завжди хотіла доньку Соню. Але тато наполіг назвати Ксенією, а не Сонькою, — щоб у школі не дражнили. Коли я переходила на «Обозреватель», у мене на той момент ще тривав контракт з газетою «День», і Олег Медведєв — тодішній редактор сайту — запропонував взяти псевдонім. Ім'я у мене вже було. А Кошкіна — тому що дуже люблю кішок. Зараз у мене кішка Соня живе.

## Журналістська діяльність

### Майдан
Під час Революції гідності підтримувала протестувальників. У лютому 2015 року опублікувала книгу «Майдан. Нерассказанная история», де виклала власне бачення розгонів протестів, а також ключових подій Майдану. Зокрема, хто влаштував розстрілів на Банковій 1 грудня і спробу розгону Майдану 10 грудня, хто доставив з Росії «гуманітарний вантаж» (13 тисяч гранат), який застосовували проти Майдану, який наказ отримали снайпери, хто розстрілював героїв Небесної сотні, якими були останні години Віктора Януковича на посаді президента і хто допомагав йому втекти. Було продано 24 тисячі примірників.

### Публікація листування Ландіка
18 листопада 2011 року «Лівий берег» опублікував фото листування народного депутата Володимира Ландіка про свого сина, який перебував під судом за звинуваченням у побитті дівчини. Після цього Ландік звернувся до прокуратури з вимогою порушити кримінальну справу проти Кошкіної «за недотримання таємниці листування інтернет-виданням LB.ua».
Прокуратура приступила до розгляду заяви через вісім місяців, на що Кошкіна заявила, що Ландік був формальним приводом для створення проблем виданню.
4 липня 2012 року на LB.ua було опубліковано відкритий лист Кошкіній від імені Ландіка, на який вона відповіда вибаченнями. Наступного дня Ландік попросив прокуратуру припинити кримінальне розслідування за його зверненням. Попри це, 18 липня прокуратура порушила кримінальну справу за фактом «порушення таємниці листування чи іншої кореспонденції державного діяча». Видання «Лівий берег» закрило доступ до сайту й оприлюднило на головній сторінці фотографії посадовців, яких вважало відповідальними за порушення справи: главу Адміністрації президента Сергія Льовочкіна, першого заступника генпрокурора Рената Кузьміна, першого віце-прем'єр-міністра Валерія Хорошковського і радника президента Андрія Портнова — з підписом: «Спитайте в них, де LB.ua». При цьому, Льовочкін та Хорошковський засудили порушення справи. В прес-службі президента Януковича заявили про занепокоєння президента та доручення перевірити законність відкриття справи. США закликали владу України припинити переслідування за цією справою і забезпечити плюралізм і незалежність ЗМІ.

## Погрози
- 21 травня 2017 — у Києві було пограбовано квартиру батьків Кошкіної. Соня пов'язала це зі своєю професійною діяльністю.[31][32]
- 31 жовтня 2017 — Кошкіна заявила, що отримала погрози життю[33]

## Нагороди
- Лауреат Премії «Жінка ІІІ тисячоліття» в номінації «Рейтинг» (2015).